# Patelloida saccharinoides
Patelloida saccharinoides is een slakkensoort uit de familie van de Lottiidae. De wetenschappelijke naam van de soort is voor het eerst geldig gepubliceerd in 1996 door Habe & Kosuge.